# منتخب ساحل العاج لكرة اليد للسيدات
منتخب ساحل العاج لكرة اليد للسيدات هو الممثل الرسمي لساحل العاج في رياضة كرة اليد. شارك في بطولة العالم لكرة اليد للسيدات 7 مرات وكانت المشاركة الأولى في سنة 1995، كان أفضل مركز له فيها هو الرابع عشر. شارك في كرة اليد في الألعاب الأولمبية الصيفية مرة واحدة وكانت تلك المشاركة في سنة 1988. شارك في بطولة أفريقيا لكرة اليد للسيدات 20 مرة وكانت تلك المشاركة الأولى في سنة 1976، كان أفضل مركز له فيها هو الأول.